# Schneidmühle (Werbach)
Schneidmühle ist ein Wohnplatz der Gemeinde Werbach im Main-Tauber-Kreis im Nordosten Baden-Württembergs.

## Geographie
Die Schneidmühle steht im Tal des Welzbachs zwischen den Dörfern Werbachhausen und Werbach, etwa einen Viertelkilometer nach dem unteren Ortsende von Werbachhausen. Welzbachabwärts folgen mit der Welzmühle und dann der Weidenmühle zwei weitere ehemalige Mühlen zwischen den beiden Dörfern. Etwa zwei Kilometer westsüdwestlich des Wohnplatzes Schneidmühle liegt der Hauptort Werbach.

## Kultur und Sehenswürdigkeiten
Die Wallfahrtskapelle Liebfrauenbrunn steht etwa 850 Meter südwestlich des Wohnplatzes am Welzbachtalradweg. Siehe auch: Liste der Kulturdenkmale in Werbach.

## Verkehr
Die L 2297 und der Welzbachtalradweg führen direkt am Wohnplatz vorbei.